# Übertragungswagen

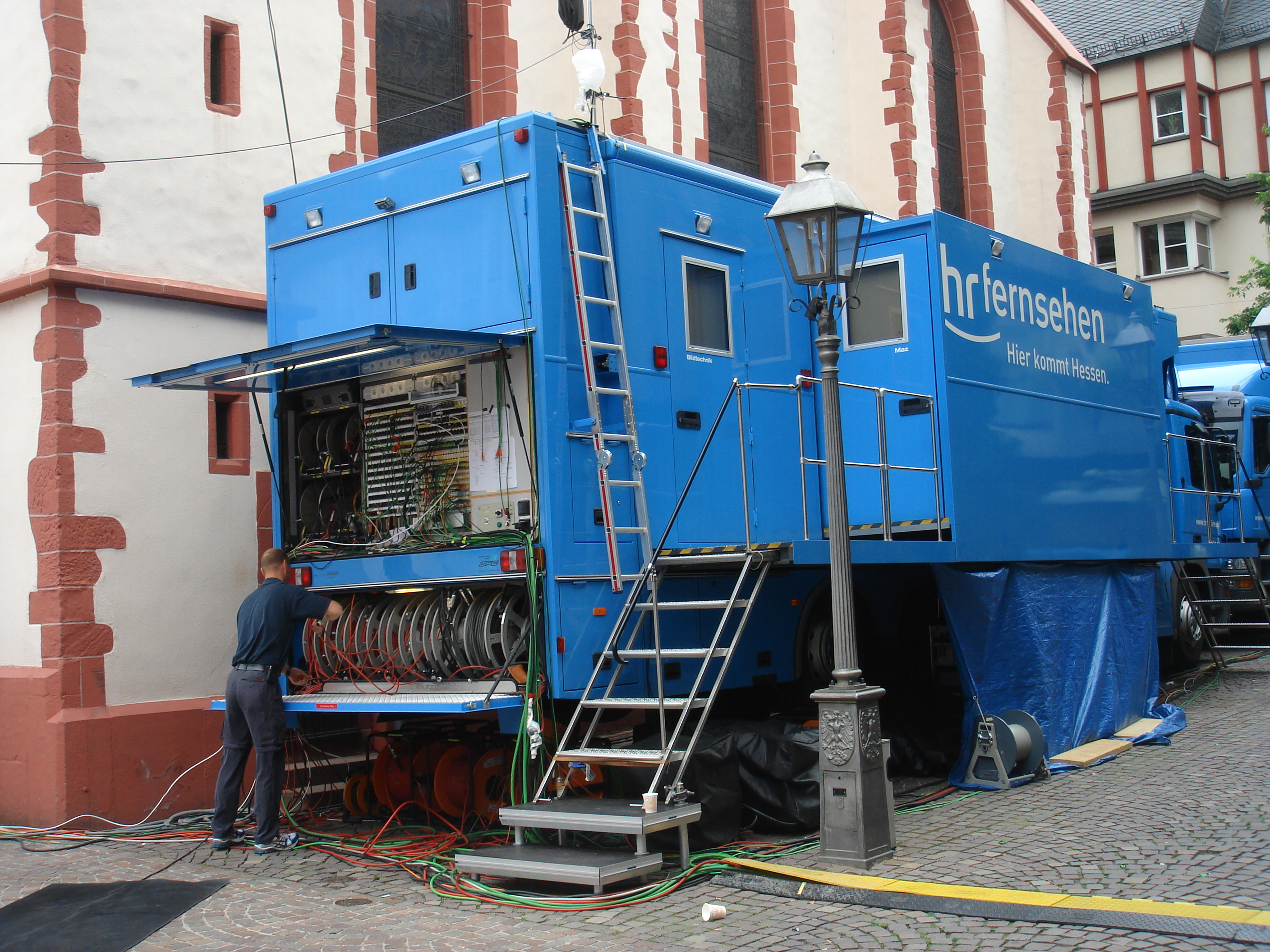
Übertragungswagen des Hessischen Rundfunks beim Ironman Germany in Frankfurt

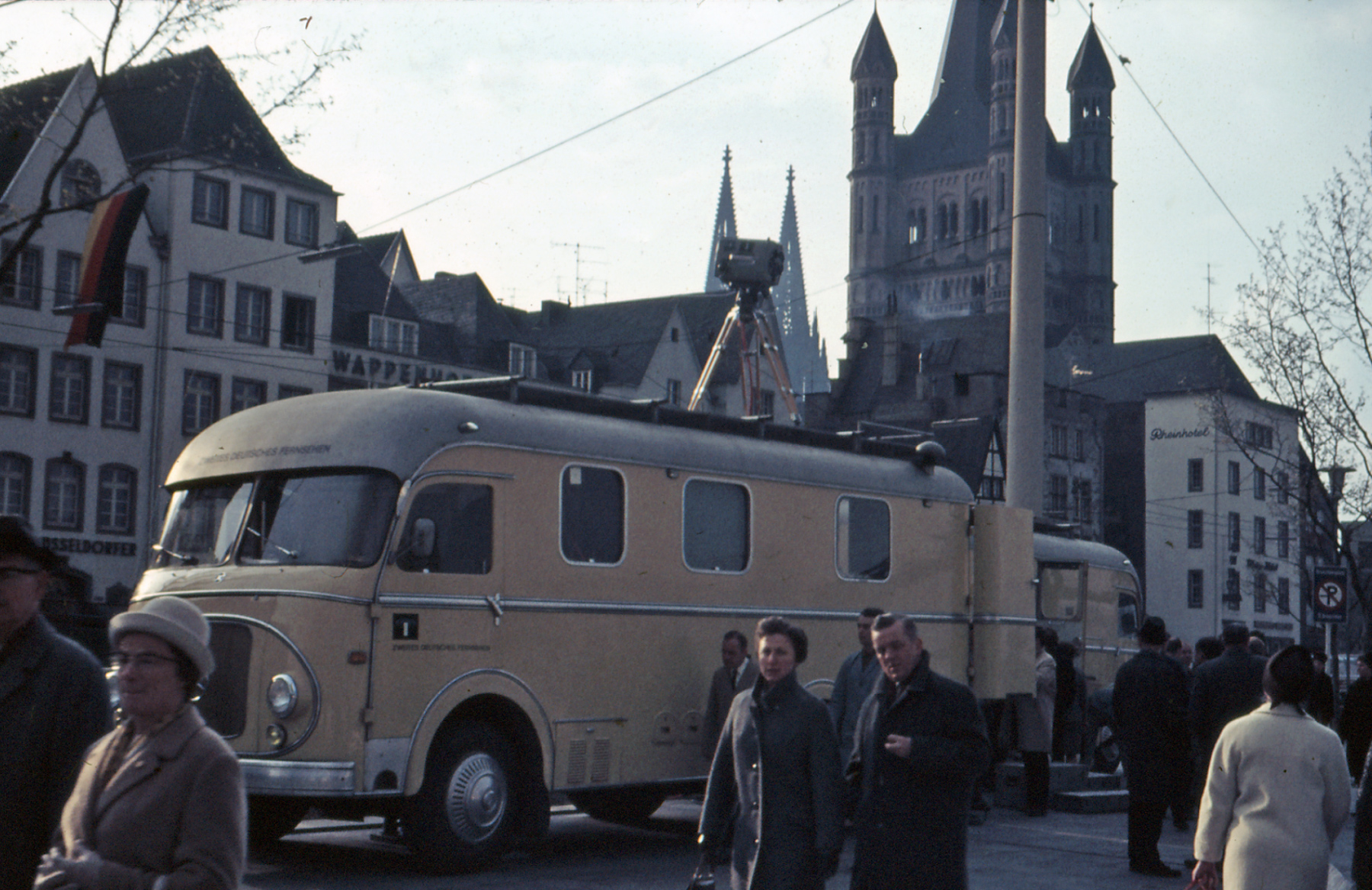
Übertragungswagen des ZDF im Jahre 1967 bei der Beerdigung Konrad Adenauers

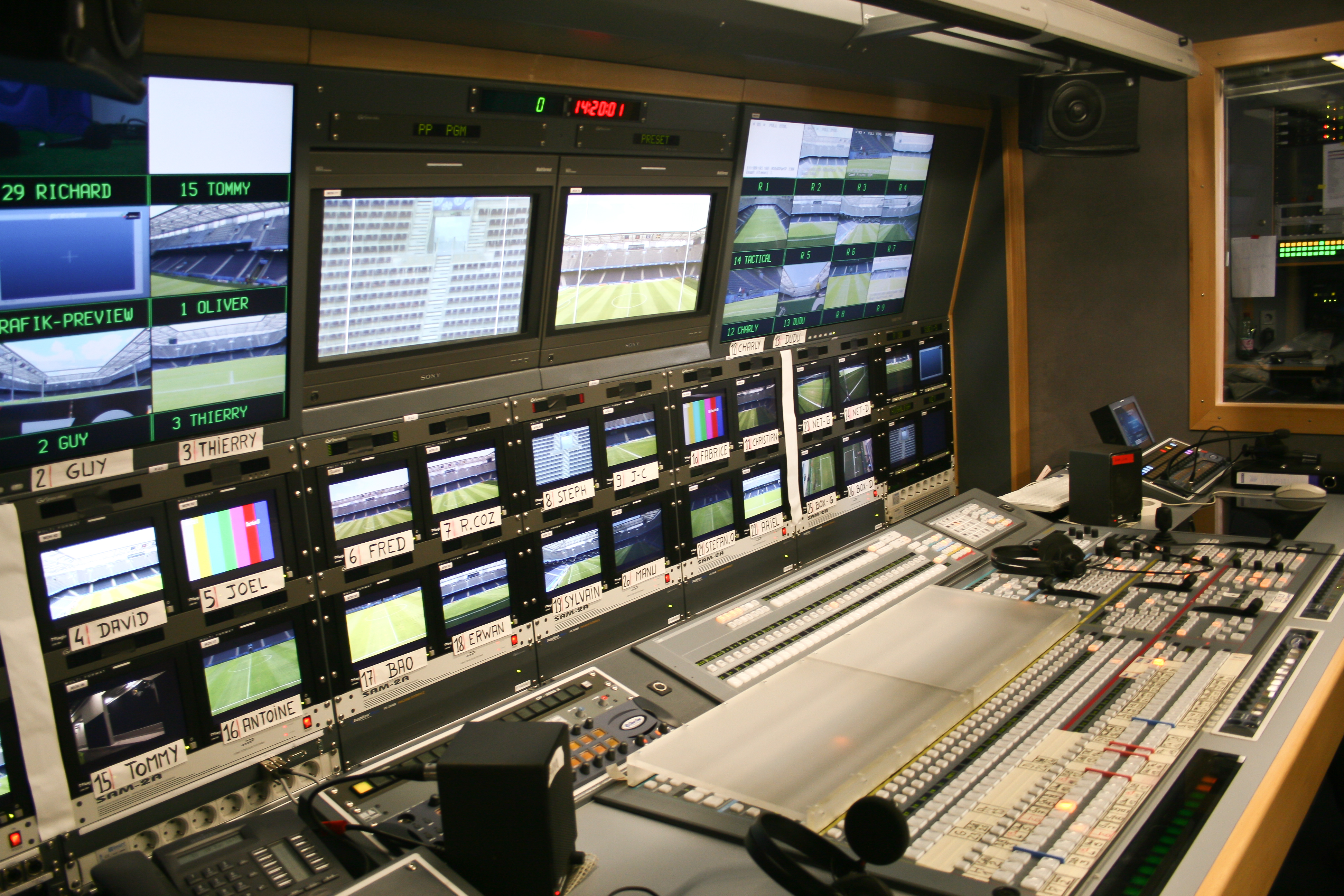
Liveübertragung von der UEFA Euro 2008

Ein Übertragungswagen (Kurzform Ü-Wagen) ist ein mit der notwendigen Technik eines Rundfunk- oder Fernsehstudios ausgestattetes Fahrzeug. Er wird meist für Live-Berichterstattungen genutzt, bei denen mobile Techniken wie Voice-over-IP, Telefon oder Harddiscrecorder (früher Tonbandgeräte) nicht für die Berichterstattung ausreichen.

## Technik
Je nach Umfang der Produktion umfasst ein Ü-Wagenzug verschiedene Fahrzeuge. Bei kleineren Produktionen transportiert nur ein Ü-Wagen bis 7,5 t zulässigem Gesamtgewicht sowohl Zubehör wie Kameras, Stative und Kabel als auch eine Sendeeinrichtung. Dies gilt z. B. beim SNG, daher lautet der Name für diese Konfiguration SNG-Wagen oder einfach kurz SNG (Satellite News Gathering). In Einzelfällen (z. B. bei extremer Witterung) nutzen Berichterstatter die Fahrzeuge auch als Fernsehstudio.
Ein großer Übertragungswagen für Fernsehübertragungen enthält meist tragbare Kameras, Bildmischer, Videoeffektgeräte, Tonmischpulte und MAZ-Maschinen. Die kleinsten Ü-Wagen sind Smarts (eher selten, beim Fernsehen nur eine Kamera) oder Fahrzeuge der Größenordnung VW-Bus. Die größten Einheiten sind Sattelzüge mit Aufliegern, die seitlich ausziehbar sind und damit Raum für zahlreiche Arbeitsplätze bieten. Da es sich dabei aber nicht mehr um Fahrzeuge mit lediglich einer „Übertragungs“-Technik, sondern eher um eine vollständig mobile Studio-Bild/Tonregie handelt, werden solche große Lkw speziell beim ZDF seit einigen Jahren nicht mehr als „Ü-Wagen“, sondern als „MP“ bezeichnet – Mobiles Produktionsmittel. Dort finden in der neuesten Generation MP4/MP5 rund 30 Mitarbeiter ihren Arbeitsplatz und es können 16 (HD)-Kameras zuzüglich 2 Slomoeinheiten verarbeitet werden.
Bei größeren Produktionen, z. B. Sportübertragungen, ist eine sehr große aber mögliche Zusammenstellung einer Fahrzeugflotte:
- Regiewagen mit
  - Bildregie
  - Tonregie
  - Bildtechnik
  - MAZ-Technik
  - Schriftgenerator
  - Sprecherkabine (häufig im Fahrerhaus)
- MAZ-Schnittmobil
- Slomo-Wagen für Zeitlupeneffekte (slow motion)
- Sat-Sendewagen/SNG
- Generatorwagen und USV (Stromversorgung)
- Beschallungswagen (FoH)
- Gerätewagen (sogenannter Rüstwagen)
- Lichtwagen
- Kamerakranwagen (mitunter von externen Firmen angemietet).

Da Ü-Wagen aufgrund der kostspieligen Übertragungstechnik zu den teuersten Nutzfahrzeugen gehören, werden sie bei längeren Einsätzen extra bewacht.

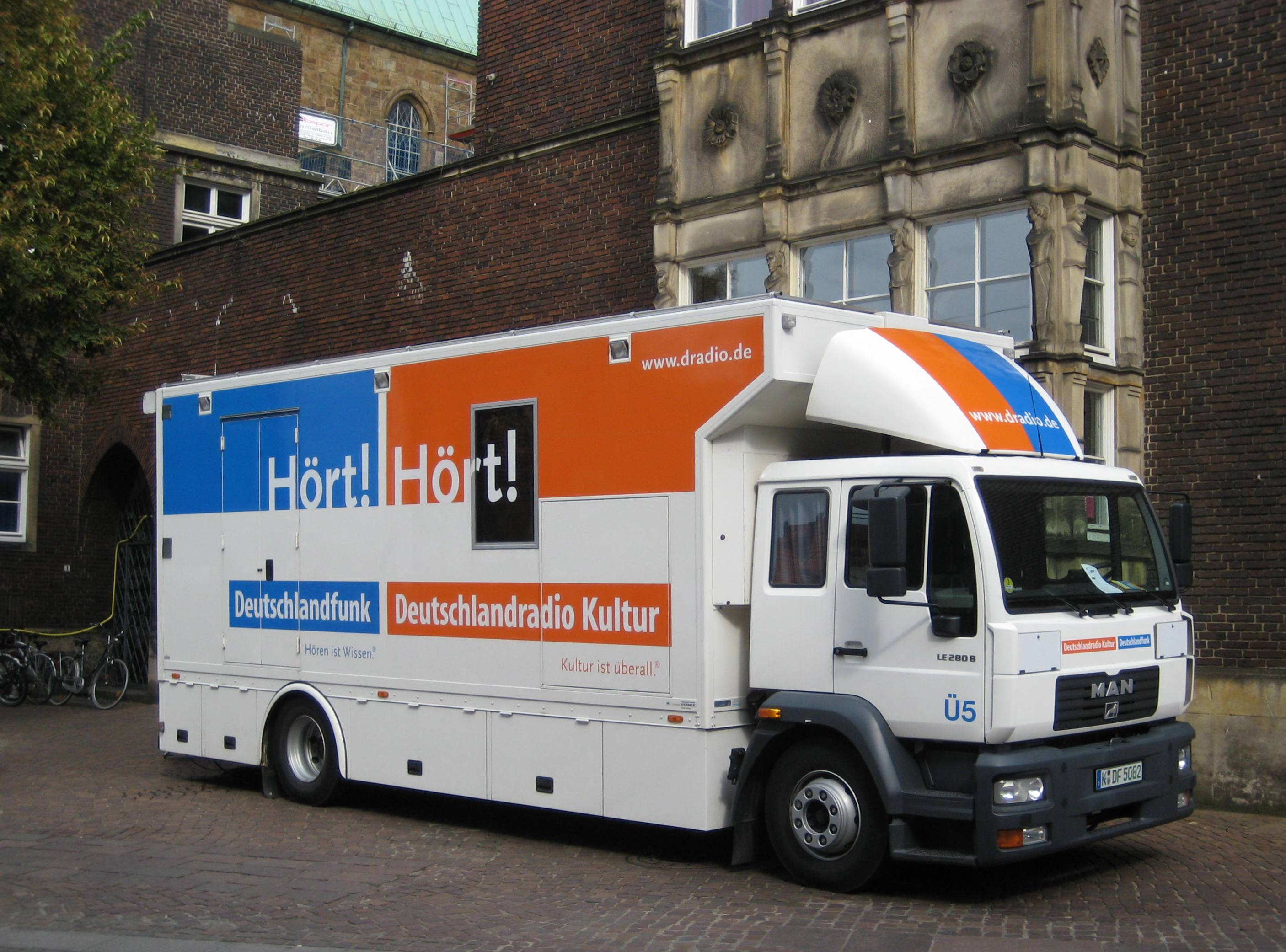
Hörfunk-Ü-Wagen von Deutschlandradio
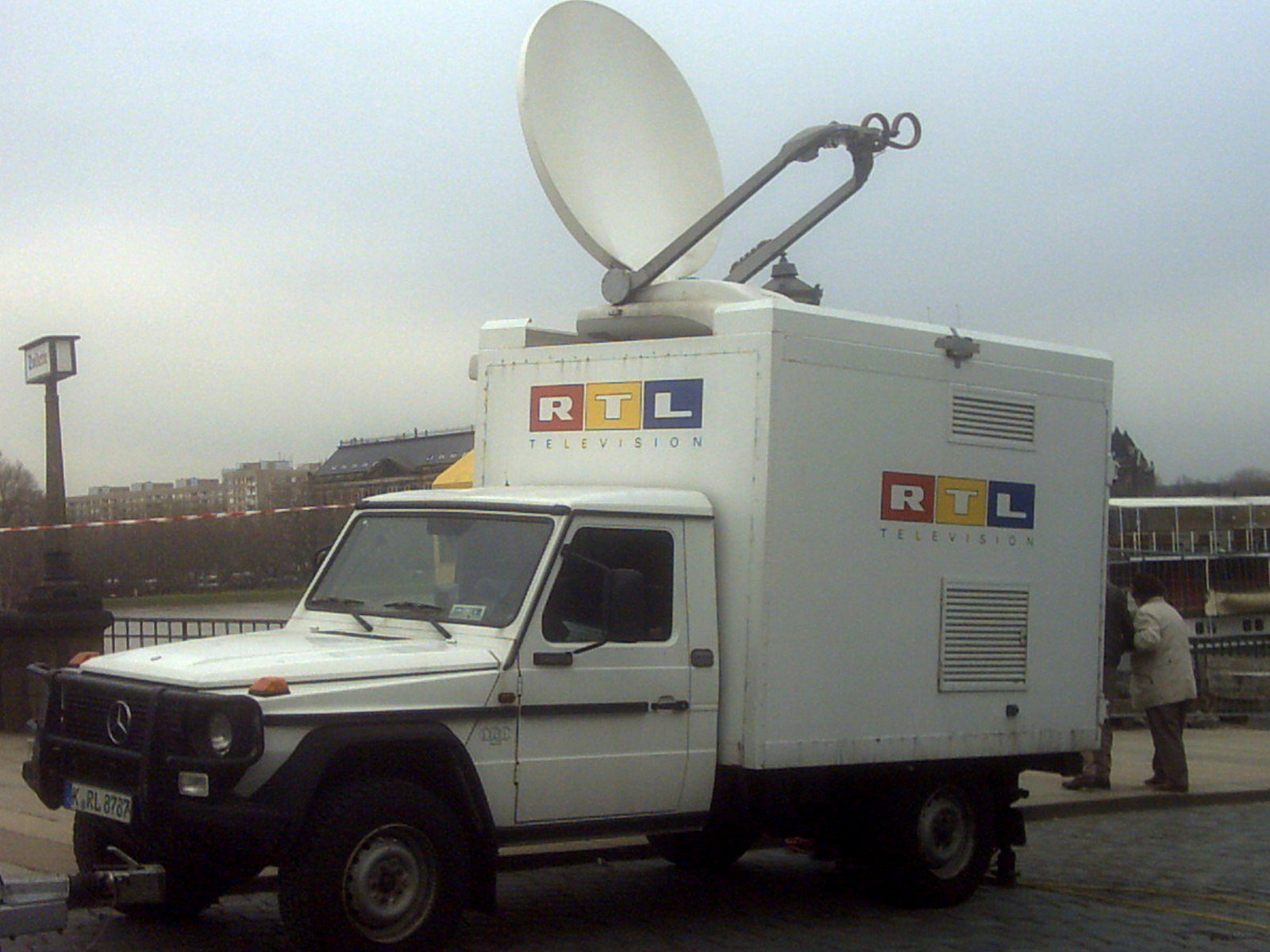
Satellitensendewagen von RTL Television
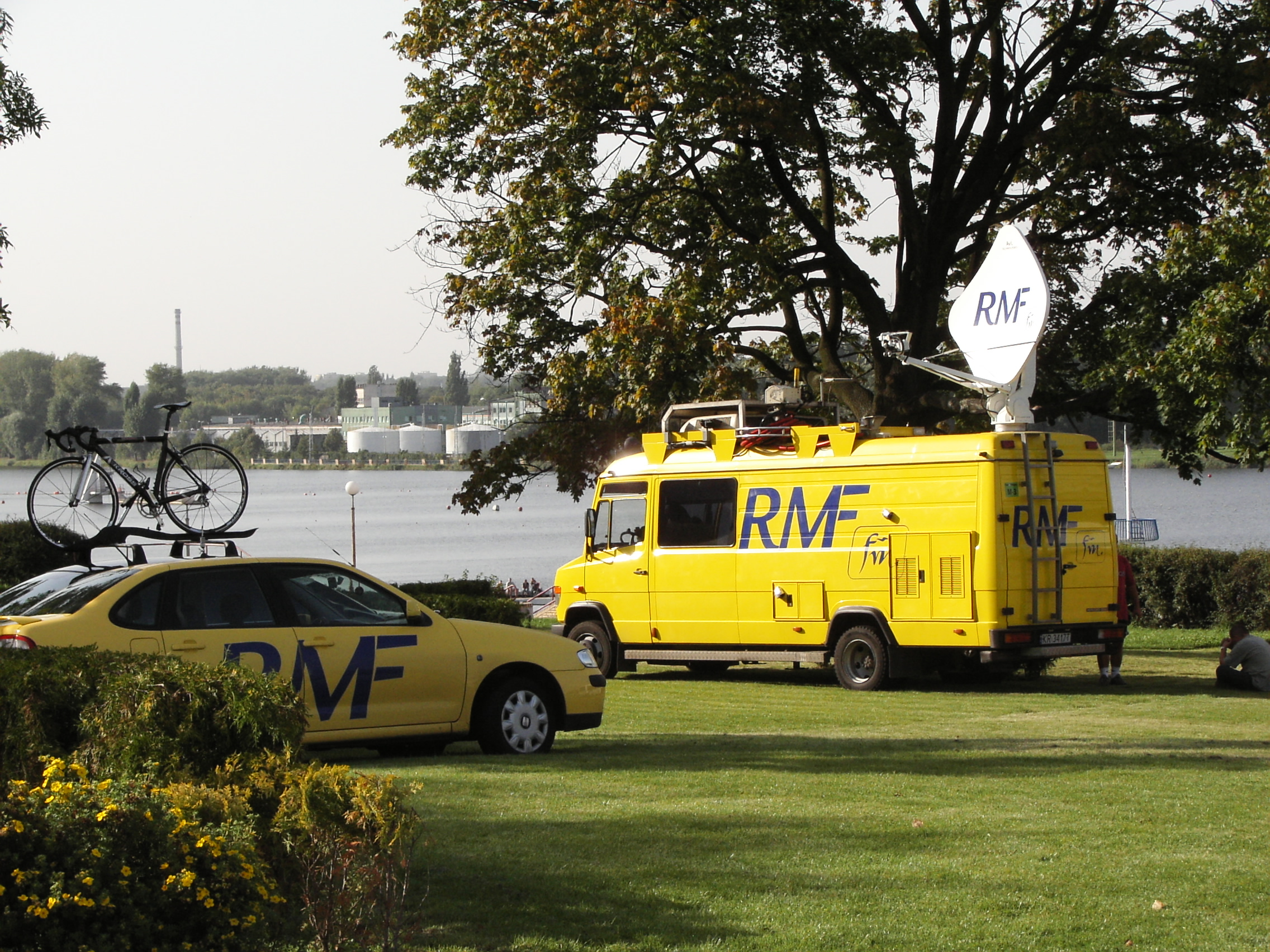
Satellitensendewagen von RMF FM (Poznań 2006)
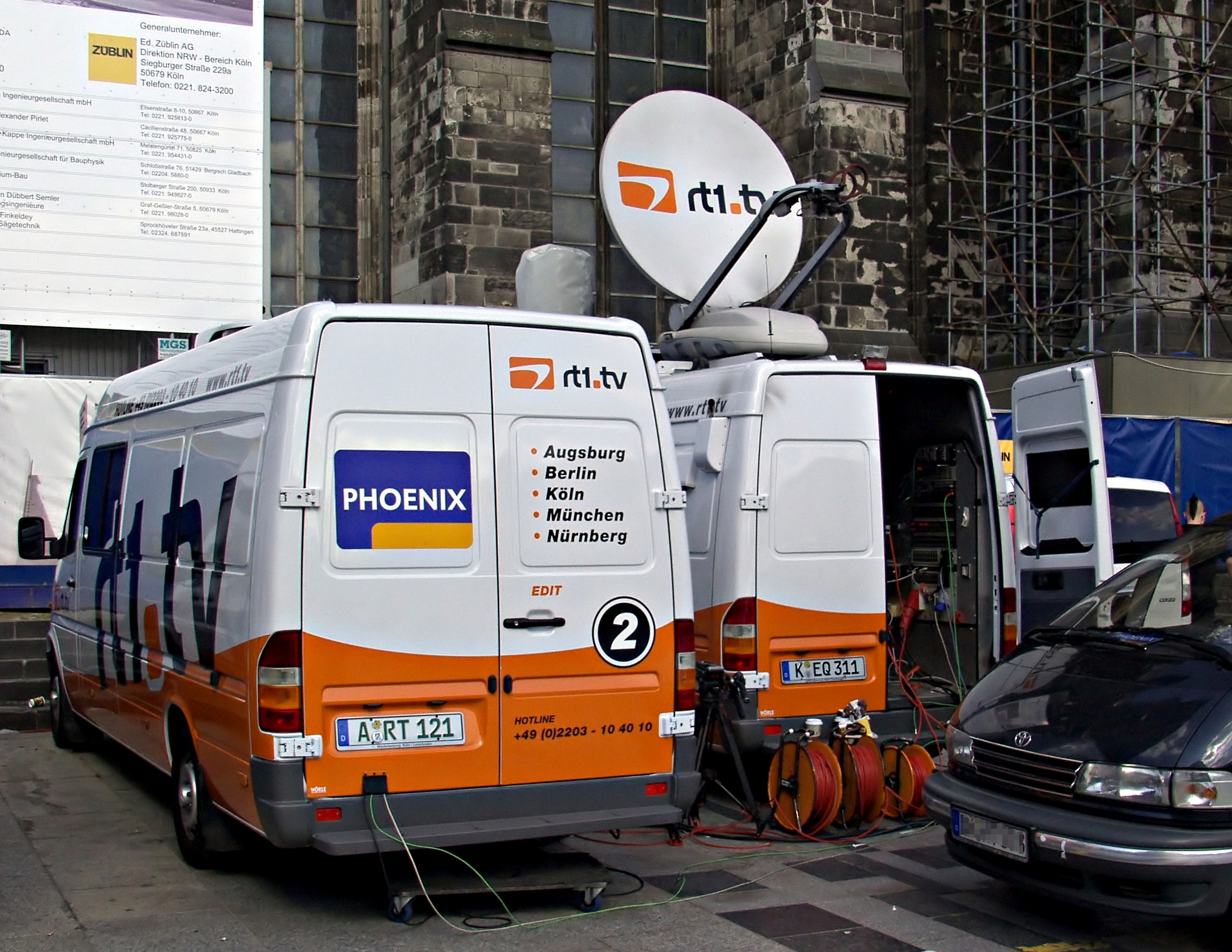
Ü-Wagen von rt1.tv (Köln 2008)
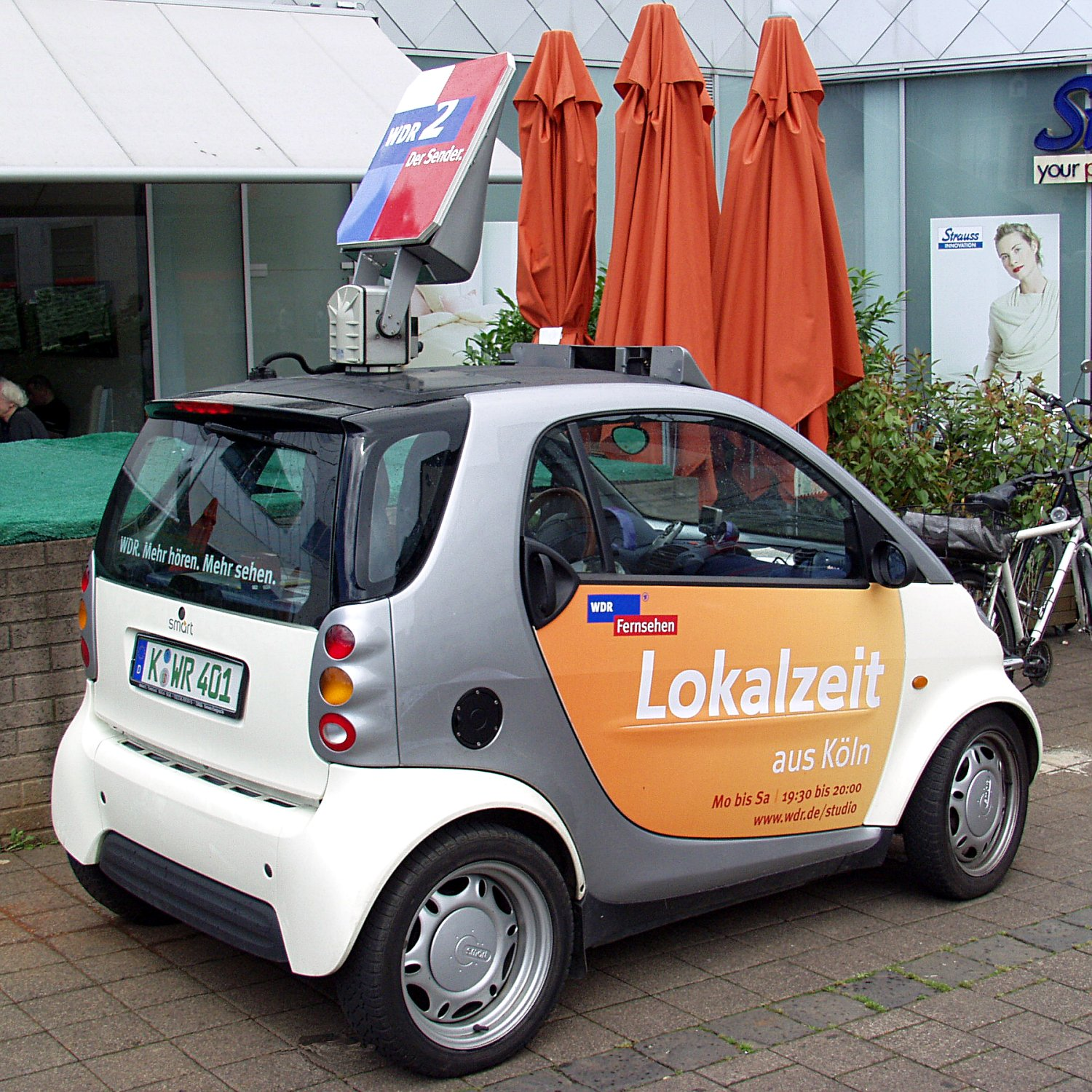
Smart-Ü-Wagen des WDR
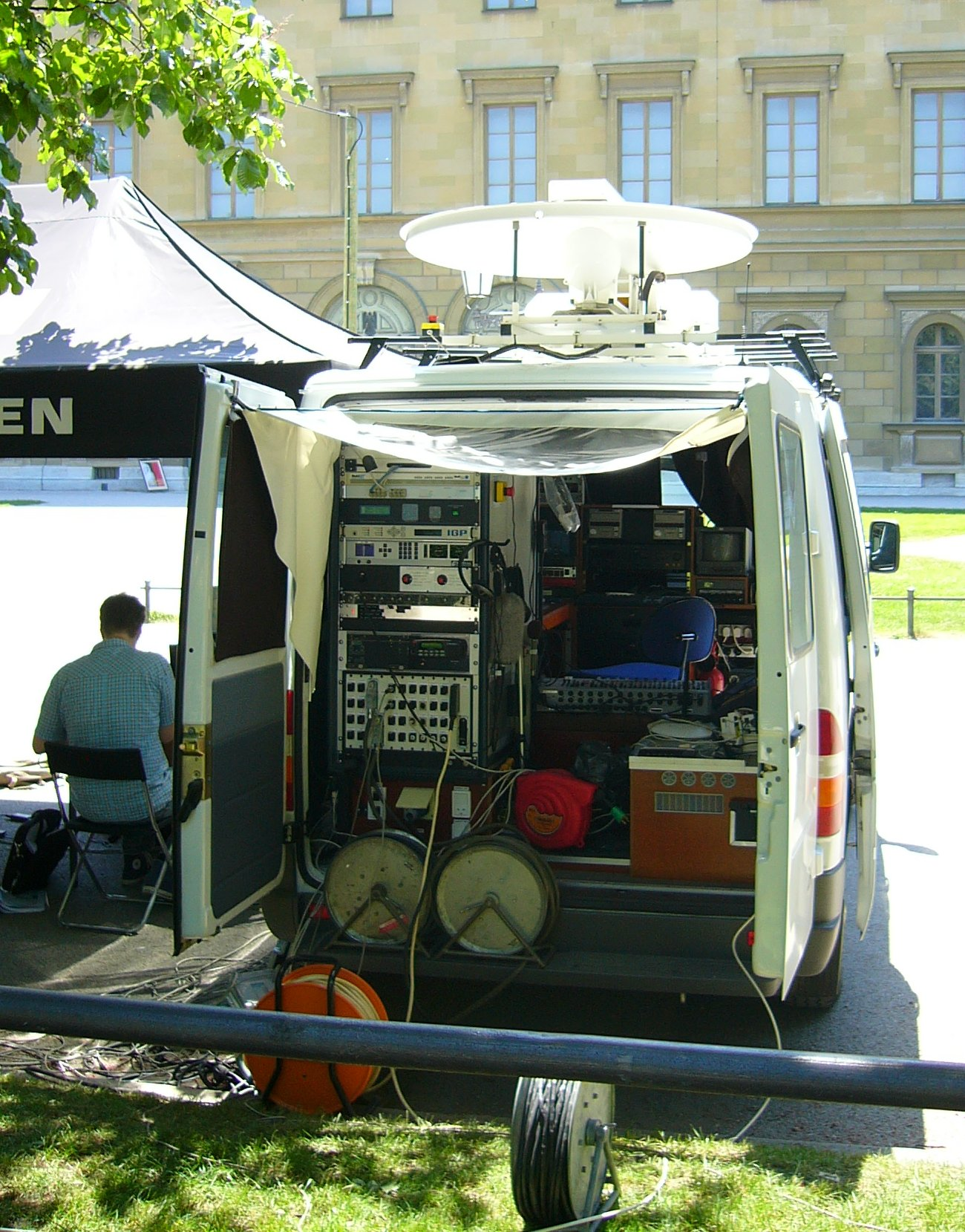
Kleiner Ü-Wagen (Mercedes-Benz)
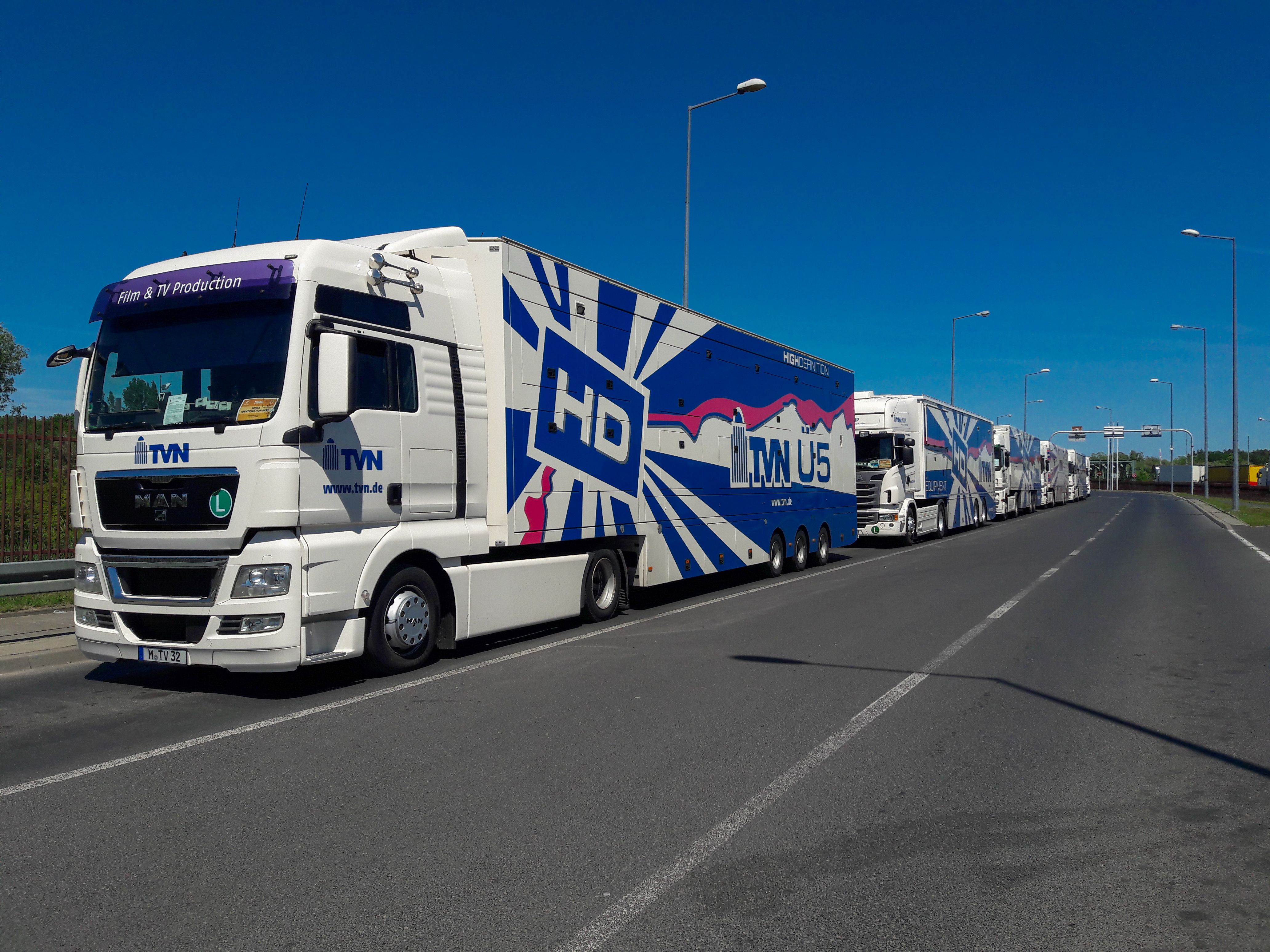
Übertragungswagen-Flotte der TVN Group
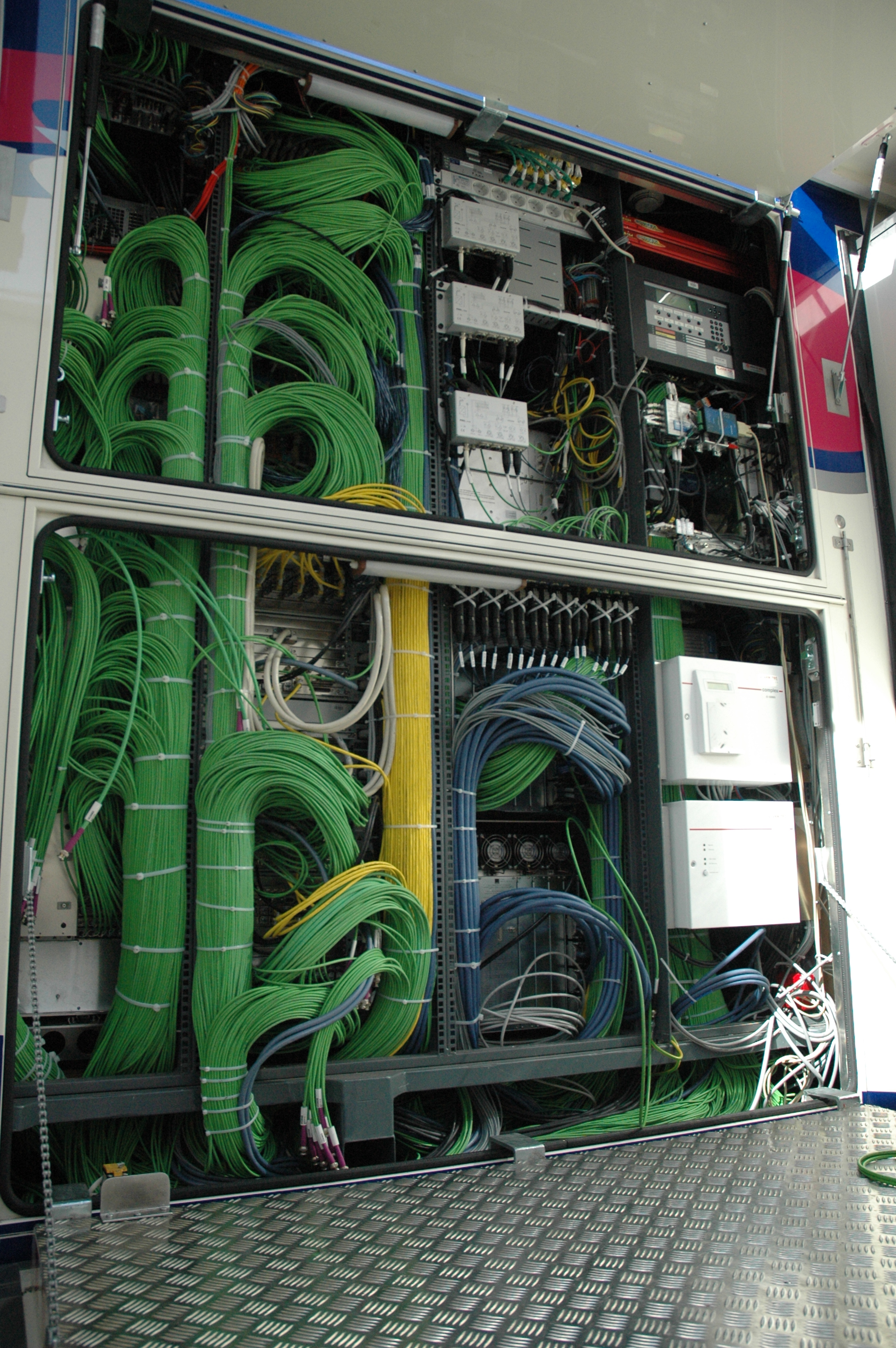
Patchbay eines Ü-Wagens
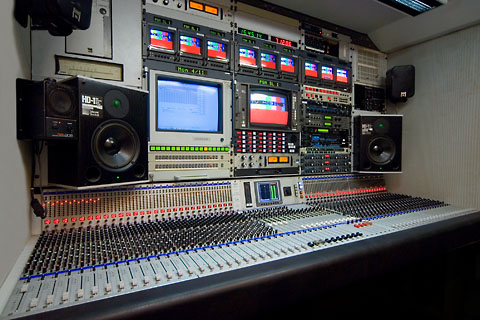
Tonregie eines Ü-Wagens
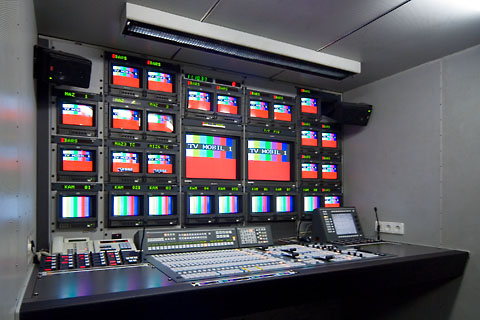
Bildregie eines Ü-Wagens
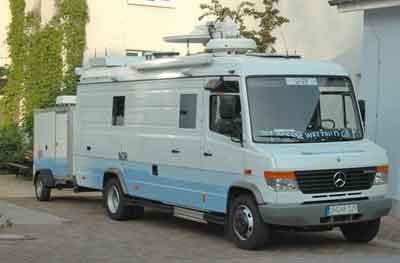
Übertragungswagen des NDR Schwerin
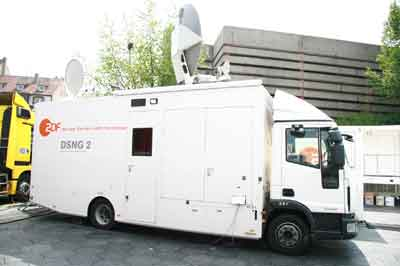
Übertragungswagen des ZDF in Mainz
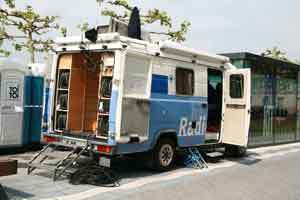
Übertragungswagen des WDR Köln
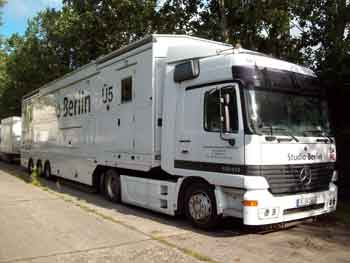
Übertragungswagen von Studio Berlin

## Geschichte
1935/36 wurden zur Fernsehberichterstattung anlässlich der Olympischen Spiele von der Fernseh AG zwei Übertragungswagen konstruiert, die nach dem Zwischenfilmverfahren arbeiteten.
Der erste vollelektronische Ü-Wagen wurde im September 1951 in Hamburg in Betrieb genommen. Er wurde von der nunmehrigen Fernseh GmbH für den NWDR entwickelt, und in einen Autobus der Büssing AG eingebaut. Mit dem Wagen waren zunächst nur Außenübertragungen in einem 20-Kilometer-Umkreis des Senders möglich. Die ersten Übertragungen waren daher auf das Gebiet um den Hamburger Sender beschränkt: zwischen Planten un Blomen, Curiohaus und Ernst-Merck-Halle, Hamburger Hafen und dem Fußballplatz des FC St. Pauli.
2019 ließ sich der deutsche Fernsehdienstleister TVN GROUP einen neuen Übertragungswagen mit über 100 Quadratmetern Nutzfläche und insgesamt 41 Arbeitsplätzen für 11 Millionen Euro konzipieren. Je 13 Arbeitsplätze bieten allein die beiden parallel aufgebauten Bild-Studios. Das Raum-Layout folgte erstmals seit 1951 nicht den gängigen klassischen Abläufen anderer Ü-Wagen und hat eine große, zentrale Tonregie mit Dolby-Atmos-Mischung und Sichtkontakt in beide von sich getrennte Videoregien.
Die BBC stellte 2023 mit dem BBC Bike Bureau ein zweirädriges Lastenfahrrad vom Typ Long John vor, das sich für einfache Liveschaltungen und Tätigkeiten von Korrespondenten eignen soll.